# Universität der Künste Berlin
Universität der Künste Berlin (UdK) er et tysk universitet, der blev dannet i 1975 ved en sammenlægning af Staatliche Hochschule für Bildende Künste og Staatliche Hochschule für Musik und Darstellende Kunst til Hochschule der Künste Berlin (HdK). Rødderne går imidlertid helt tilbage til oprettelsen af Akademie der Künste i 1696. Universitetet har fire fakulteter; billedkunst, musik, medier og design samt scenekunst. Universitetet har 4.500 studerende og er en af de største akademiske institutioner indenfor musik og kunst. 